# Keneder Adler
Le Keneder Adler ou Keneder Odler (en yiddish דער קענעדער אדלער (der keneder odler), « L'Aigle canadien ») est un journal canadien de langue yiddish, publié de 1907 à 1977. Fondé à Montréal par Hirsch Wolofsky, l'Adler été le moteur de l'activité culturelle yiddish dans la ville pendant une grande partie du XXe siècle.